# L'Educatore Israelita
L'Educatore Israelita fu una rivista mensile italiana con sede a Vercelli, pubblicata ininterrottamente dal 1853 al 1874, in seguito rinominata Il Vessillo Israelitico. Fu il primo giornale ebraico d'Italia.

## Storia
Periodico mensile, venne fondato e pubblicato da Giuseppe Levi con Esdra Pontremoli, a Vercelli (1853-74). Il periodico sostenne una moderata riforma ebraica, dovuta alla cooperazione di tutte le comunità ebraiche. Contribuirono alla stesura del giornale importanti figure tra cui Samuel David Luzzatto, Lelio Della Torre, Lelio Cantoni, Marco Mortara ed Elia Benamozegh. Dopo la morte di Levi nel 1874, il periodico fu continuato a Casale da Flaminio Servi con il titolo Il Vessillo Israelitico.

## Direttori
- Esdra Pontremoli (1853-1874)
- Giuseppe Levi (1853-1874)